# کاردن (اکلاهما)
کاردن(به انگلیسی: Cardin) شهری در ایالت اکلاهما کشور ایالات متحده آمریکا است که جمعیت آن در سرشماری سال ۲۰۱۰ میلادی، ۳ نفر بوده‌است.